# تپه چغا کوچکه
تپه چغا کوچکه مربوط به دوره اشکانیان - دوره ساسانیان - دوران‌های تاریخی پس از اسلام است و در شهرستان بروجرد، بخش مرکزی، روستای قپا نوری واقع شده و این اثر در تاریخ ۲۳ شهریور ۱۳۸۲ با شمارهٔ ثبت ۹۹۸۳ به‌عنوان یکی از آثار ملی ایران به ثبت رسیده است.